# La République française
Pour l’article homonyme, voir République française.
La République française est un journal quotidien français, fondé le 7 novembre 1871 par Léon Gambetta, avec Eugène Spuller comme rédacteur en chef, et publié jusqu'au 12 juillet 1924.

## Historique

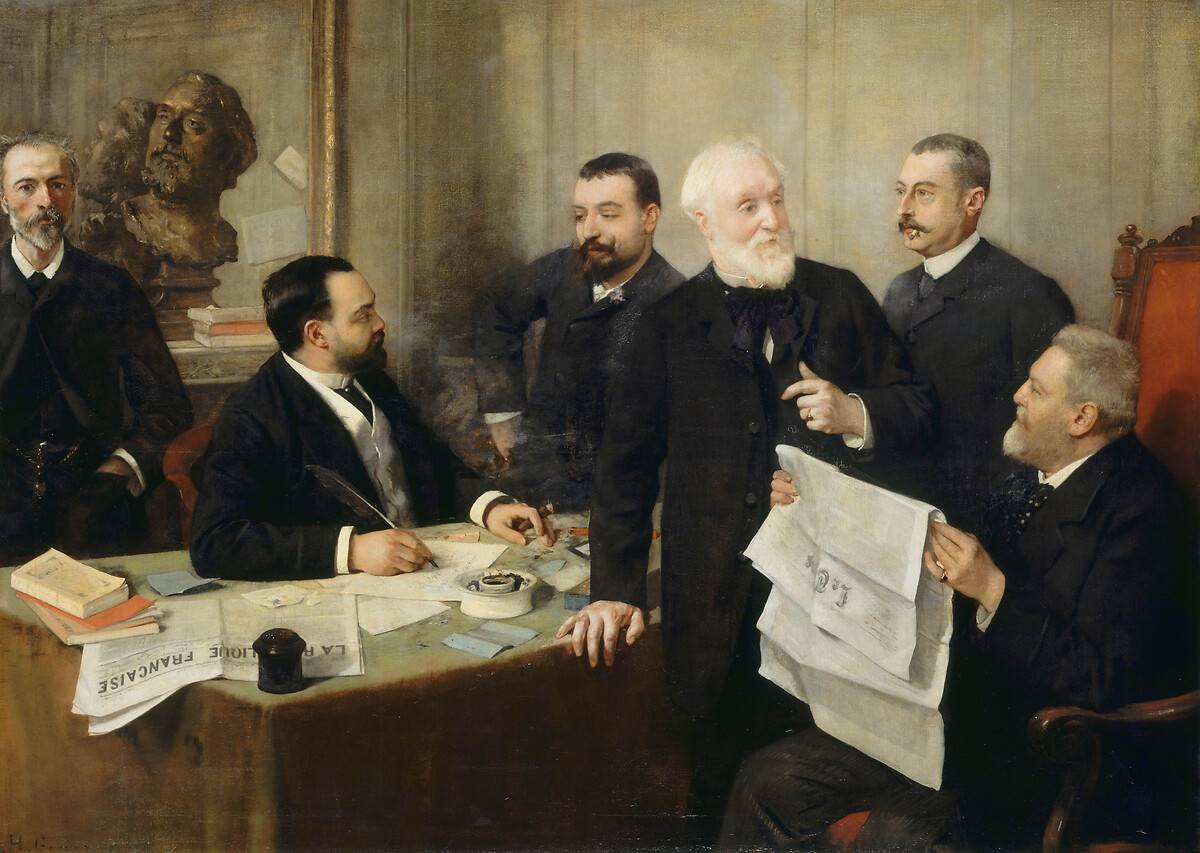
La rédaction de La République française sous l'ombre tutélaire d'un buste de Léon Gambetta. De gauche à droite : Jules Roche, Joseph Reinach (assis), Emmanuel Arène, Paul-Armand Challemel-Lacour, Pierre Waldeck-Rousseau et Eugène Spuller (assis).
Huile sur toile de Henri Gervex, 1890, musée d'Orsay.

Malgré une certaine volonté au sein de la rédaction d'éduquer les couches sociales les moins favorisées, le journal semble davantage destiné à un lectorat aisé, à la fois par son prix de vente élevé, l'austérité de sa mise en page, et le style de langue utilisé. Le journal, d'abord pensé comme un outil de formation et de réflexion pour les membres de l'Union républicaine, rencontra rapidement le succès (en moyenne 15 000 exemplaires par jour), si bien qu'il devint par la suite un instrument de propagation de leurs idées au-delà du parti.
Donnant alors une visibilité à ses rédacteurs et leur assurant des revenus importants, il leur permit bientôt d'accéder au pouvoir (l'Union républicaine entra à la Chambre des députés lors de l'élection législative de 1876, Gambetta devint président de la Chambre des députés en 1879 puis président du Conseil en 1881). Après quoi, la lutte pour le pouvoir se relâchant, les chiffres de vente baissèrent à 10 000 exemplaires par jour entre 1878 et 1882, puis à 4 000 à la suite de la mort de Gambetta en 1882.
Le quotidien est ensuite dirigé par Joseph Reinach jusqu'en octobre 1893, avec Paul Bluysen comme rédacteur en chef. Les dirigeants de l'Association de l'industrie et de l'agriculture françaises (AIAF) prennent à cette date le contrôle du journal qui dès lors se situe au centre-droit ; Jules Méline, nouveau président de cette association protectionniste, devient pour un temps le directeur politique du journal. Une société anonyme a été constituée en novembre 1893 pour gérer le journal, autour de 480 souscripteurs-fondateurs, parmi lesquels 69 filateurs et tisseurs implantés dans les Vosges. Au début de 1900, cette société est dissoute. Ont été rédacteurs en chef Jules Domergue (par ailleurs directeur du périodique La Réforme économique, lié à l'AIAF), de 1893 à 1896, puis Robert Charlie, de 1896 à 1900.
Jules Roche prend ensuite sa direction. Le journal continua cependant à garder une certaine influence par la suite. Ainsi, lors de la Conférence de paix de Paris (1919), il critique, avec le reste de la gauche (Le Rappel, etc.), le président du Conseil Clemenceau, lui opposant les Quatorze points de Wilson.